# Grupa Lotnictwa Torpedowo-Bombowego „Faggioni”
Grupa Lotnictwa Torpedowo-Bombowego „Faggioni” (wł. Gruppo Aerosiluranti "Faggioni") – jednostka wojskowa Sił Zbrojnych RSI podczas II wojny światowej.

## Historia
Po kapitulacji Włoch 8 września 1943 r. pilot torpedowo-bombowy Regia Aeronautica kpt. Carlo Faggioni zebrał na lotnisku we Florencji załogi samolotów torpedowo-bombowych wraz z 10 samolotami Savoia-Marchetti SM.79. Do końca grudnia zaimprowizowana grupa przeleciała do Venegono, gdzie mieściły się zakłady lotnicze Societa Italiana Aeroplani Idrovolanti (SIAI), produkujące samoloty SM.79. Tam zmodyfikowano posiadane samoloty do nowszej wersji. Jeden z nich został utracony 15 listopada 1943 r. podczas przelotu w rejonie Piacenzy. Wkrótce grupę przemianowano na Gruppo Autonomo Aerosituranti „Buscaglia”, ku czci asa torpedowo-bombowego Carlo Emanuele Buscagli, którego uznano za zaginionego podczas rajdu bombowego na algierski port Bougie w listopadzie 1942 r. Po pewnym czasie okazało się jednak, że C. E. Buscaglia przeżył w niewoli alianckiej, po czym przyłączył się do Włoskich Lotniczych Sił Współwalczących. Wówczas nazwę grupy zmieniono więc na Gruppo Aerosiluranti „Faggioni”. Wchodziła ona w skład Aeronautica Nazionale Repubblicana. Pod koniec 1943 r. zakończyło się szkolenie trzech eskadr grupy. W lutym i marcu 1944 roku brały one udział w walkach przeciwko alianckiemu desantowi morskiemu pod Anzio i Nettuno (patrz: Operacja Shingle). W ich wyniku włoskie samoloty uszkodziły kilka statków i okrętów alianckich. Następnie grupę przeniesiono w rejon Lonate Pozzolo. 
6 kwietnia eskadra 13 SM.79 została przechwycona w okolicy Florencji przez formację amerykańskich myśliwców Republic P-47 Thunderbolt. 6 włoskich samolotów zostało zestrzelonych, a wiele pozostałych uszkodzonych za cenę 1 zestrzelonego P-47. Zginął m.in. dowódca grupy kpt. C. Faggioni. Dowództwo przejął kpt Marino Marini. 5 czerwca eskadra 10 SM.79 przeprowadziła akcję bojową przeciwko okrętom i statkom w porcie w Gibraltarze. Zostały uszkodzone poważnie 4 statki bez strat własnych. 5 lipca miał miejsce atak SM.79 na port w Bari, podczas którego uszkodzono torpedą aliancki niszczyciel. Pod koniec lipca włoskie samoloty storpedowały statek na wodach w okolicy Bengazi. Na przełomie grudnia 1944 roku i stycznia 1945 roku zatopiły statek w rejonie Rimini. Był to ostatni sukces bojowy grupy. 14 marca 2 lotników grupy zostało zabitych w bazie lotniczej grupy przez nieznanych sprawców (prawdopodobnie partyzantów). 25 kwietnia cały personel grupy znalazł się w Castano Primo, gdzie poddał się partyzantom.